# PZPR
PZPR (polsk: Polska Zjednoczona Partia Robotnicza; dansk Polsk Forenet Arbejderparti) var fra 1948 til 1989 det kommunistiske regeringsparti i Polen.
Efter de politiske ændringer i Polen i 1989 opløste partiet sigselv d. 27. januar 1990.

## Parti ledere
Fra 1954 blev partilederen Formand for central komiteen:
| # | Navn                | Billede | Start             | Slut              | Noter            |
| - | ------------------- | ------- | ----------------- | ----------------- | ---------------- |
| 1 | Bolesław Bierut     |         | 22. december 1948 | 12. marts 1956    | General sekretær |
| 2 | Edward Ochab        |         | 20. marts 1956    | 21. oktober 1956  | Første sekretær  |
| 3 | Władysław Gomułka   |         | 21. oktober 1956  | 20. december 1970 | Første sekretær  |
| 4 | Edward Gierek       |         | 20. december 1970 | 6. september 1980 | Første sekretær  |
| 5 | Stanisław Kania     |         | 6. september 1980 | 18. oktober 1981  | Første sekretær  |
| 6 | Wojciech Jaruzelski |         | 18. oktober 1981  | 29. juli 1989     | Første sekretær  |
| 7 | Mieczysław Rakowski |         | 29. juli 1989     | 29. januar 1990   | Første sekretær  |

| Politisk parti | Spire Denne artikel om et politisk parti eller gruppe er en spire som bør udbygges. Du er velkommen til at hjælpe Wikipedia ved at udvide den. |